# (19528) Delloro
(19528) Delloro est un astéroïde de la ceinture principale.

## Description
(19528) Delloro est un astéroïde de la ceinture principale. Il fut découvert le 4 avril 1999 à San Marcello Pistoiese par Germano D'Abramo et Andrea Boattini. Il présente une orbite caractérisée par un demi-grand axe de 3,19 UA, une excentricité de 0,14 et une inclinaison de 2,0° par rapport à l'écliptique.

## Compléments